# Kransdiertjes
De kransdiertjes (Cycliophora) vormen een stam van microscopisch kleine ongewervelde, veelcellige organismen met een zakachtig en kruikvormig lichaam. Er zijn slechts 2 soorten in deze stam bekend, die pas in 1995 werd ontdekt. 
Kransdiertjes werden pas in 1995 wetenschappelijk beschreven nadat ze door de biologen Funch & Kristensen waren ontdekt op de haartjes op de monddelen van de Noorse kreeft (Nephrops norvegicus). Later werden de diertjes ook gevonden op de Amerikaanse kreeft (Homarus americanus)  en de Europese kreeft (Homarus gammarus). De kransdiertjes die op de Amerikaanse kreeft werden gevonden behoren tot een ander soort en deze wordt Symbion americanus genoemd. De exemplaren op de Europese kreeft vormen een derde soort, deze heeft echter nog geen wetenschappelijke naam. 
Kransdiertjes hebben een soort zuignap aan de achterzijde van het lichaam waarmee ze zich vasthechten op de haartjes van de monddelen van een kreeft. Ze kunnen zich wel voortbewegen, zij het heel langzaam. Kransdiertjes hebben een zakvormig lichaam met aan de voorzijde een buitenproportionele grote mondopening die voorzien is van verharde 'tandjes', die als een krans om de mondopening liggen, hieraan is de Nederlandse naam te danken. Kransdiertjes worden ongeveer 350 µm groot, een derde van een millimeter. De mannetjes hebben een dwergverschijning, ze zijn extreem veel kleiner dan de vrouwtjes. Mannetjes hebben niet eens een spijsverteringskanaal en dienen alleen om het vrouwtje te bevruchten. 
De vrouwtjes leven van de kleinere, in het water zwevende deeltjes die vrijkomen als de kreeft zijn prooi opeet. De kreeft heeft hier geen last van, daar hij toch niet in staat is om dergelijke in het water zwevende deeltjes op te nemen. De kransdiertjes zijn hierdoor niet aan te merken als parasiet, eerder als commensalist. 

## Taxonomie
De kransdiertjes vormen een eigen stam die is onderverdeeld in verschillende deelgroepen.
- Klasse Eucycliophora
  - Orde Symbiida
    - Familie Symbiidae
      - Geslacht Symbion
        - Soort Symbion pandora
        - Soort Symbion americanus